# St. Petersburg Open
El Torneig de Sant Petersburg, conegut oficialment com St. Petersburg Open, és un torneig de tennis professional que es disputa anualment sobre pista dura al Petersburg Sports and Concert Complex de Sant Petersburg, Rússia. Pertany a les sèries 250 del circuit ATP masculí i se celebra a finals d'octubre.
Després de 19 edicions, l'any 2014 s'havia de traslladar a Tel-Aviv, Israel., però degut als problemes bèl·lics d'aquest país, la seva celebració es va cancel·lar i van recuperar els drets però canviant de recinte.
A causa de la suspensió de diversos torneigs en la part final del calendari a causa de la pandèmia per coronavirus, en l'edició de 2020 va augmentar de categoria passant de les sèries 250 a sèries 500.

## Palmarès

### Individual masculí
| Any                                       | Campió               | Finalista              | Resultat            |
| ----------------------------------------- | -------------------- | ---------------------- | ------------------- |
| ATP World Tour 250                        |                      |                        |                     |
| 2021                                      | Marin Čilić (2)      | Taylor Fritz           | 7−6(3), 4−6, 6−4    |
| ATP World Tour 500                        |                      |                        |                     |
| 2020                                      | Andrei Rubliov       | Borna Ćorić            | 7−6(5), 6−4         |
| ATP World Tour 250 / International Series |                      |                        |                     |
| 2019                                      | Daniïl Medvédev      | Borna Ćorić            | 6−3, 6−1            |
| 2018                                      | Dominic Thiem        | Martin Kližan          | 6−3, 6−1            |
| 2017                                      | Damir Džumhur        | Fabio Fognini          | 3−6, 6−4, 6−2       |
| 2016                                      | Alexander Zverev     | Stan Wawrinka          | 6−2, 3−6, 7−5       |
| 2015                                      | Milos Raonic         | João Sousa             | 6−3, 3−6, 6−3       |
| 2014                                      | No celebrat          | No celebrat            | No celebrat         |
| 2013                                      | Ernests Gulbis       | Guillermo García López | 3−6, 6−4, 6−0       |
| 2012                                      | Martin Kližan        | Fabio Fognini          | 6−2, 6−3            |
| 2011                                      | Marin Čilić          | Janko Tipsarević       | 6−3, 3−6, 6−2       |
| 2010                                      | Mikhaïl Kukuixkin    | Mikhaïl Iujni          | 6−3, 7−6(2)         |
| 2009                                      | Serhí Stakhovski     | Horacio Zeballos       | 2−6, 7−6(8), 7−6(7) |
| 2008                                      | Andy Murray (2)      | Andrei Gólubev         | 6−1, 6−1            |
| 2007                                      | Andy Murray          | Fernando Verdasco      | 6−2, 6−3            |
| 2006                                      | Mario Ančić          | Thomas Johansson       | 7−5, 7−6(2)         |
| 2005                                      | Thomas Johansson (2) | Nicolas Kiefer         | 6−4, 6−2            |
| 2004                                      | Mikhaïl Iujni        | Karol Beck             | 6−2, 6−2            |
| 2003                                      | Gustavo Kuerten      | Sargis Sargsian        | 6−4, 6−3            |
| 2002                                      | Sébastien Grosjean   | Mikhaïl Iujni          | 7−5, 6−4            |
| 2001                                      | Marat Safin (2)      | Rainer Schüttler       | 3−6, 6−3, 6−3       |
| 2000                                      | Marat Safin          | Dominik Hrbatý         | 2−6, 6−4, 6−4       |
| 1999                                      | Marc Rosset          | David Prinosil         | 6−3, 6−4            |
| 1998                                      | Richard Krajicek     | Marc Rosset            | 6−4, 7−6(5)         |
| 1997                                      | Thomas Johansson     | Renzo Furlan           | 6−3, 6−4            |
| 1996                                      | Magnus Gustafsson    | Ievgueni Kàfelnikov    | 6−2, 7−6(4)         |
| 1995                                      | Ievgueni Kàfelnikov  | Guillaume Raoux        | 6−2, 6−2            |

### Dobles masculins
| Any                                       | Campions                             | Finalistes                            | Resultat            |
| ----------------------------------------- | ------------------------------------ | ------------------------------------- | ------------------- |
| ATP World Tour 250                        |                                      |                                       |                     |
| 2021                                      | Jamie Murray Bruno Soares            | Andrey Golubev Hugo Nys               | 6−3, 6−4            |
| ATP World Tour 500                        |                                      |                                       |                     |
| 2020                                      | Jürgen Melzer Édouard Roger-Vasselin | Marcelo Demoliner Matwé Middelkoop    | 6−2, 7−6(4)         |
| ATP World Tour 250 / International Series |                                      |                                       |                     |
| 2019                                      | Divij Sharan Igor Zelenay            | Matteo Berrettini Simone Bolelli      | 6−3, 3−6, [10−8]    |
| 2018                                      | Matteo Berrettini Fabio Fognini      | Roman Jebavý Matwé Middelkoop         | 7−6(6), 7−6(4)      |
| 2017                                      | Roman Jebavý Matwé Middelkoop        | Julio Peralta Horacio Zeballos        | 6−4, 6−4            |
| 2016                                      | Dominic Inglot Henri Kontinen        | Andre Begemann Leander Paes           | 4−6, 6−3, [12−10]   |
| 2015                                      | Treat Huey Henri Kontinen            | Julian Knowle Alexander Peya          | 7−5, 6−3            |
| 2014                                      | No celebrat                          | No celebrat                           | No celebrat         |
| 2013                                      | David Marrero Fernando Verdasco      | Dominic Inglot Denis Istomin          | 7−6(6), 6−3         |
| 2012                                      | Rajeev Ram Nenad Zimonjić            | Lukáš Lacko Igor Zelenay              | 6−2, 4−6, [10−6]    |
| 2011                                      | Colin Fleming Ross Hutchins          | Mikhaïl Ielguin Alexandre Kudryavtsev | 6−3, 6−7(5), [10−8] |
| 2010                                      | Daniele Bracciali Potito Starace     | Rohan Bopanna Aisam-ul-Haq Qureshi    | 7−6(6), 7−6(5)      |
| 2009                                      | Colin Fleming Ken Skupski            | Jérémy Chardy Richard Gasquet         | 2−6, 7−5, [10−4]    |
| 2008                                      | Travis Parrott Filip Polášek         | Rohan Bopanna Maks Mirni              | 3−6, 7−6(4), [10−8] |
| 2007                                      | Daniel Nestor Nenad Zimonjić         | Jürgen Melzer Todd Perry              | 6−1, 7−6(3)         |
| 2006                                      | Simon Aspelin Todd Perry             | Julian Knowle Jürgen Melzer           | 6−1, 7−6(3)         |
| 2005                                      | Julian Knowle Jürgen Melzer          | Jonas Björkman Maks Mirni             | 4−6, 7−5, 7−5       |
| 2004                                      | Arnaud Clément Michaël Llodra        | Dominik Hrbatý Jaroslav Levinský      | 6−3, 6−2            |
| 2003                                      | Julian Knowle Nenad Zimonjić         | Michael Kohlmann Rainer Schüttler     | 7−6(1), 6−3         |
| 2002                                      | David Adams Jared Palmer             | Irakli Labadze Marat Safin            | 7−6(8), 6−3         |
| 2001                                      | Denís Golovànov Ievgueni Kàfelnikov  | Irakli Labadze Marat Safin            | 7−5, 6−4            |
| 2000                                      | Daniel Nestor Kevin Ullyett          | Thomas Shimada Myles Wakefield        | 7−6(5), 7−5         |
| 1999                                      | Jeff Tarango Daniel Vacek            | Menno Oosting Andrei Pavel            | 3−6, 6−3, 7−5       |
| 1998                                      | Nicklas Kulti Mikael Tillström       | Marius Barnard Brent Haygarth         | 3−6, 6−3, 7−6       |
| 1997                                      | Andrei Olkhovski Brett Steven        | David Prinosil Daniel Vacek           | 6−4, 6−3            |
| 1996                                      | Ievgueni Kàfelnikov Andrei Olkhovski | Nicklas Kulti Peter Nyborg            | 6−3, 6−4            |
| 1995                                      | Martin Damm Anders Järryd            | Jakob Hlasek Ievgueni Kàfelnikov      | 6−4, 6−2            |